# Maria Ressa
Maria Angelita Ressa (sinh ngày 2 tháng 10 năm 1963) là một nhà báo và tác giả người Mỹ gốc Philippines, nổi tiếng với việc đồng sáng lập Rappler, là giám đốc điều hành của tờ báo. Trước đây, bà đã dành gần hai thập kỷ làm phóng viên điều tra chính ở Đông Nam Á cho CNN. Ressa được cho là "nhà báo nổi tiếng nhất Philippines".
Ressa được đưa vào danh sách Nhân vật năm 2018 của Time với tư cách là một trong số các nhà báo từ khắp nơi trên thế giới chống lại tin tức giả mạo. Ngày 13 tháng 2 năm 2019, bà bị bắt vì tội phỉ báng trực tuyến do có đơn cáo buộc cho rằng Rappler đã đăng một bài báo sai sự thật liên quan đến doanh nhân Wilfredo Keng. Ngày 15 tháng 6 năm 2020, một tòa án ở Manila đã tuyên bố bà phạm tội cyberlibel (phỉ báng trực tuyến). Vì bà là người chỉ trích thẳng thắn Tổng thống Philippines Rodrigo Duterte, việc bà bị bắt và kết án khiến nhiều người trong phe đối lập và cộng đồng quốc tế coi là hành động có động cơ chính trị của chính phủ Duterte. Ressa là một trong 25 nhân vật hàng đầu của Ủy ban Dân chủ và Thông tin do Phóng viên Không Biên giới ra mắt.
Ressa đã được trao giải Nobel Hòa bình năm 2021 cùng với Dmitry Muratov, đồng thời bà cũng là người Philippines đầu tiên được vinh dự trao giải thưởng này.

## Thời trẻ
Ressa sinh ra ở Manila năm 1963 khi mẹ bà 18 tuổi. Cha của Ressa đã chết khi bà mới một tuổi. Mẹ bà sau đó chuyển đến Hoa Kỳ, để lại bà và em gái của bà sống cùng gia đình của cha họ, và thường xuyên đến thăm các con. Sau đó, mẹ bà kết hôn với một người đàn ông Mỹ gốc Ý và quay trở lại Philippines và đưa cả hai con đến Hoa Kỳ khi Ressa mười tuổi. Ressa được cha dượng nhận nuôi và lấy họ của ông. Cha mẹ bà chuyển đến Toms River, New Jersey, cô học tại Toms River High School North, một trường công lập gần đó.
Ressa học ngành sinh học phân tử và sân khấu tại Đại học Princeton, nơi bà tốt nghiệp hạng cum laude với bằng B.A. bằng tiếng Anh và chứng chỉ về sân khấu và khiêu vũ năm 1986. Sau đó, bà đã được trao học bổng Fulbright để học chính kịch tại Đại học Philippines Diliman.